# Shalva Mamukashvili

a Compétitions nationales et continentales officielles uniquement.

b Matchs officiels uniquement.
Dernière mise à jour le 22 aout 2023.
Shalva Mamukashvili , né le 2 octobre 1990 à Tbilissi (ex-URSS, actuellement Géorgie), est un joueur de rugby à XV international géorgien évoluant au poste de talonneur au sein de l'effectif des Leicester Tigers.

## Biographie
Shalva Mamukashvili rejoint le Montpellier HR en septembre 2016 en tant que joker médical, afin de pallier l'absence de l'international sud-africain Bismarck du Plessis. Il rejoint ensuite le RC Toulon puis l'US Carcassonne.
Sans contrat en France, il signe ensuite au Rugby Club Locomotive Tbilissi, puis rejoint l'Enisey-STM. Après son passage en Russie, il rejoint en 2020 les Leicester Tigers. N'ayant que très peu de temps, dans le contexte de la pandémie de Covid-19, il est libéré par son club en février 2021. Il rebondit alors auprès du Rugby Club Kochebi.
En 2021, il intègre la franchise géorgienne du Black Lion qui évolue en Rugby Europe Super Cup, tout en continuant d'évoluer en Didi 10 avec le Kochebi.